# Устенко Мефодій Гурович
Мефодій Гурович Устенко (1894 —  1984) –   український літературознавець, педагог.

## Біографія
М. Г. Устенко народився 24 травня 1894 року в с. Синиця Богуславської волості Канівського повіту Київської губернії.
В 1923 – 1926 роках навчався  на історико-філологічному факультеті Київського інституту народної освіти.
В 1935 – 1960 роках викладав в Одеському державному педагогічному інституті. У 1938 – 1946 роках за сумісництвом працював в Одеському державному університеті.
У 1942 році захистив дисертацію «Нариси історії західноукраїнської літератури ХІХ – поч.. ХХ ст.» і здобув науковий ступінь кандидата філологічних наук. Присвоєно вчене звання доцента.
В роки нацистської навали в евакуації одночасно завідував кафедрами української літератури Одеського педагогічного інституту та Одеського університету.
У повоєнний час до 1955 року завідував кафедрою української літератури Одеського державного педагогічного інституту імені К. Д. Ушинського.
В 1960 – 1967 роках був доцентом кафедри української літератури Одеського державного університету імені І. І. Мечникова.
Помер 31 липня 1984 року в Одесі.

## Наукова діяльність
Досліджував історію української літератури, займався питаннями методики її викладання. Був автором шкільного підручника для 8 класу.

#### Праці
- Пам’ятки стародавньої української літератури: допоміжний матеріал для студентів-заочників/ М. Г. Устенко. – Одеса: ОДПІ, 1937. – 142 с.
- Українська література: підручник для 8 класу середньої школи/ М. Устенко, О. Білецький, Р. Волков. – Вид. 2-ге. – К.: Радянська школа, 1939. – 232 с.
- Співець боротьби і мужності : про революційні мотиви творчості Лесі Українки / М. Г. Устенко // Чорноморська комуна. – 1946. –   24 лютого.
- Гоголь і Шевченко / М. Г. Устенко // Чорноморська комуна. – 1952. – 23 лютого.
- Вивчення творчості Павла Тичини в 10 класі середньої школи/ М. Г. Устенко// Наукові записки Одеського державного педагогічного інституту ім. К. Д. Ушинського. – 1956. – Т. ХІІІ. – С. 3 - 21.
- До історії видань «Кобзаря» Тараса Шевченко (1840 – 1867)/ М. Г. Устенко, А. А. Владимирський// Наукові записки Одеського державного педагогічного інституту ім. К. Д. Ушинського. – 1960. – Т. XXV. – С. 51 - 64.
- Памяти выдающегося ученого: [Р. М. Волкова]/ М. Г. Устенко// Вопросы русской литературы. – 1967. – Вып. 3. – С. 134 - 135.